# Tóth-Vásárhelyi Réka
Tóth-Vásárhelyi Réka (művésznevén: Renka) (Budapest, 1975. július 27.–) magyar iparművész, rajztanár, a kokesibabák nemzetközi hírű készítője, 2015-ben az első külföldi díjazott a Siroisi városában tartott Japán Országos Kokesi Versenyen, majd 2016-ban annak első külföldi fődíjasa. A kokesi készítés modern ágának képviselője.

## Családja
Édesapja Tóth-Vásárhelyi József, építészmérnök, édesanyja Tóth-Vásárhelyi Éva, történelem tanár. Testvére Máté, régész végzettségű, a filmszakmában dolgozik. 2003-ban házasodott, férje Sárai Szabolcs, mélyépítő mérnök végzettségű, üzletember. Gyermekei Véda (2005) és Tara Ada (2013). Anyai nagyapja Tóth-Vásárhelyi József, szájharmonika-művész volt, az első magyar hangosfilmek zenéjét játszotta.

## Tanulmányai
1993-ban a Széchenyi István Gimnáziumban érettségizett, majd 2000-ben az Eötvös Loránd Tudományegyetem, Tanító- és Óvóképző Főiskolai karon szerzett diplomát. 2001-től Egerben az Eszterházy Károly Tanárképző Főiskola vizuális nevelés szakát végezte. 2002-2004 között a japán Monbukagakusho állami kutatási ösztöndíjjal két évig tanult a Kobe Egyetemen. Kutatási területe a japán művészeti nevelés módszertana volt, emellett megismerkedett az ikebanával, a virágrendezés művészetével, a kalligráfiával, a festészet azon ágával, amelyben tintával papírra festenek, elkezdett szobrászkodni, és itt ismerkedett meg Cukavaki Dzsun szobrászművész mellett a fa megmunkálásával is. És megtalálta magának a kokesi babákat. 2004-től Budapesten az Atelier Lakberendezési Iskolában végzett tanulmányokat, majd 2007-től a Moholy-Nagy Művészeti Egyetem (MOME), posztgraduális képzésében vett részt, ahol rajztanár–textiltervező MA diplomát szerzett. 2008-tól Linzben a Művészeti Egyetemen (Kunstuniversitat Linz) Alternatív Művészeti Nevelési Irányzatok szakirányú PhD képzésen vett részt.

## Művészete

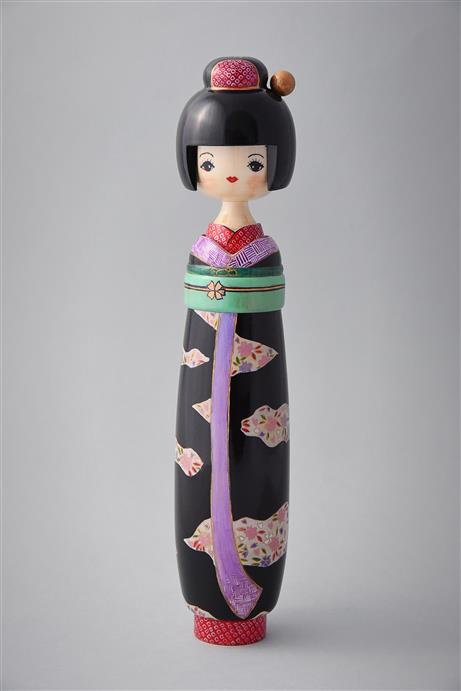
Maiko (Alkotó: Tóth-Vásárhelyi Réka, fotó: Tóth Anita)

Gyerekkorában szeretett bele a keleti kultúrába. Szüleinek évekig japán szomszédjai voltak, a két család szinte egy közösségként élt egymás mellett. Akkor fogta meg a japán kultúra, amely azóta is vele maradt. Az volt a célja, hogy érettségi után kijuthasson Japánba, de akkor – a rendszerváltás idején – ez még nem sikerült neki, erre 2002–2004-ben egy japán művészeti ösztöndíj segítségével került sor.
Első gyermekével volt szülési szabadságon, amikor 2009-ben egy hirtelen ötlettől vezérelve megszületett A csodálatos fababa meséje című könyve, melyben magyarul és japánul azt meséli el, milyen kalandokon át jutott el a császári családba Szakura (Cseresznyevirág), a kokesi baba. A mese és a főszereplő kokesi baba iránt tapasztalt nagy érdeklődés vezette oda, hogy elkezdett kokesi baba készítéssel foglalkozni. 2011-ben egy szombathelyi kiállításra nyolc babát készített, aztán rövidesen 190-nél tartott, és egy év alatt 1500-at csinált.
A kreatív kokesi kategóriában elkezdte keresni a stílusát, kifejlesztette a rá jellemző technikát. Magas fényű lakkot használ, ezért a babái sokkal fényesebbek, mint általában a kokesik. Aprólékosan, finoman kidolgozott mintákat fest, a babák arca pedig egyedi. A funkcionális jellegekből (gyermekjáték, melyben a japán kultúra hitvilága és egyben szuvenírtárgy mivolta is tükröződik) az ajándéktárgyként való alkalmazhatóságot, a formai jellegekből (a tradicionális és szabad formák) a kreativitást tartotta meg és formálta a saját ízlése, lehetőségei szerint. Méreteiben kisebbek a babái, mint a Japánban megszokottak, ott egy méter magasak is vannak, de Magyarországon nincs megfelelő faalapanyag hozzájuk. Különféle fafajtákból készülnek a babák és a választott mizuki, juhar vagy a nem szálkásodó japán cseresznyefa színe és felülete meghatározó a végeredmény szempontjából. A japán fák könnyebben használhatók kokesi készítésre. Nagy az olajtartalmuk, ezért lassabban száradnak ki és nem repednek. Az utóbbi időkben Japánból vásárolja az alapanyagot. A babákat maga festi, de más végzi a fa esztergálását és más a lakkozását. Fababái mind egyediek, aprólékosan, finoman kidolgozott az arcuk és díszes kimonójuk.
A fából esztergált és faragott babák letisztult formáikkal megtestesítik a japán női szépségideált: fekete, rendezett haj, bájos, szelíd, fehér arc és zárt, díszes kimonóba öltöztetett test. Díszítésük, festett mintázatuk gyakran évszakokhoz köthető. Szinte nincs is olyan japán háztartás, ahol legalább egy kokesi ne lenne. Formájukat tekintve létezik kisebb-nagyobb, hengeres és gömb alakú lány figura, szamuráj, szerzetes és még megannyi az éppen arra a tájegységre jellemző vonásokkal, ahonnan a kokesi származik.

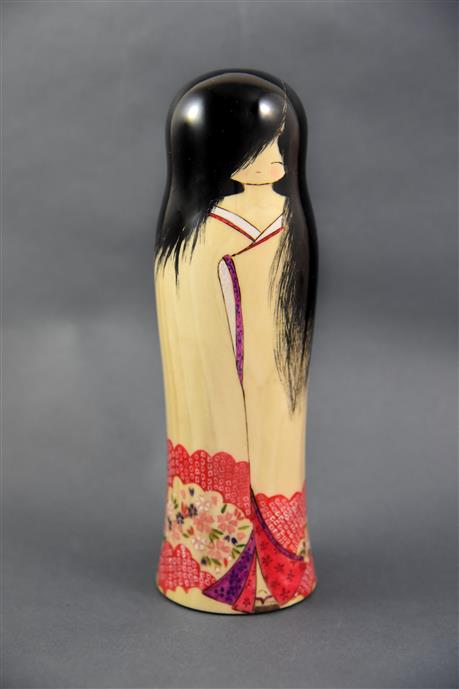
Hajzuhatag(Alkotó: Tóth-Vásárhelyi Réka, fotó: Tóth Anita)

A kokesi mindamellett, hogy esztétikus dísztárgy, a japán kultúrában ennél sokkal több és mélyebb mondanivalót közvetít jelentésében és funkciójában is: gyermekjátékként, szuvenírként, gyógyító erővel rendelkező talizmánként is jelentőséggel bírt. Észak-Japán területén a középkor óta minden család teljes jogú tagja legalább egy kokesi, aki éhínségtől, tűzvésztől, betegségektől védelmezi a családot. A japán nép hagyományainak és hitvilágának tehát szerves része. Ezeket is figyelembe véve, a szimbólumok átszővik teljes művészeti tevékenységét. Célja, hogy alkotásaival megnyissa az emberek szívét az élet természetes, egyszerű, illékony és tökéletlen ajándékainak szeretetére és tiszteletére. Fontosak számára a szimbólumok, a belső üzenetek, inspiratív gondolatok. Egy baba készítésénél először a fa „lelkét” nézi meg, mert a fadarab is hozza magával a lelkületét. A szimbólumok használata a japán kultúrának pedig szerves része, hiszen az évszakok változásával mindent befed az éppen aktuális természeti jelképek megjelenítése, a gasztronómiától kezdve az öltözködésen át, az élet összes területén. A fababái díszítéseit is ennek megfelelően alakítja, így rengeteg többletjelentést hordoznak, olyan ez, mint valami titkosírás. Babái festése közben igyekszik minél többet mantrázni, hogy békét és szeretetet sugározzanak az új otthonukban. Sokszor pozitív üzeneteket hordozó japán nevet ad nekik.
Két kiemelkedő témája közül az egyik, a magyar népviseletek bemutatása fababákon. Eddig 54 tájegység ruháját festette meg, de még jó pár hátra van, később szeretne majd könyvet is illusztrálni velük. Célja, hogy a tradíciót beilleszthesse a mai modern környezetbe és élettérbe, A másik témája a női sorsok bemutatása, ami a bájon kívül a lélek valódi arcát hivatott bemutatni, minden hozott és gyűjtött fájdalmával együtt.
A két ország kultúráját kívánja még közelebb hozza egymáshoz a kokesi babákon keresztül, és „szeretné alkotásaival az emberek szívét megnyitni az élet természetes, egyszerű, illékony és tökéletlen ajándékainak szeretetére és tiszteletére”.

## Út a nemzetközi ismertségig

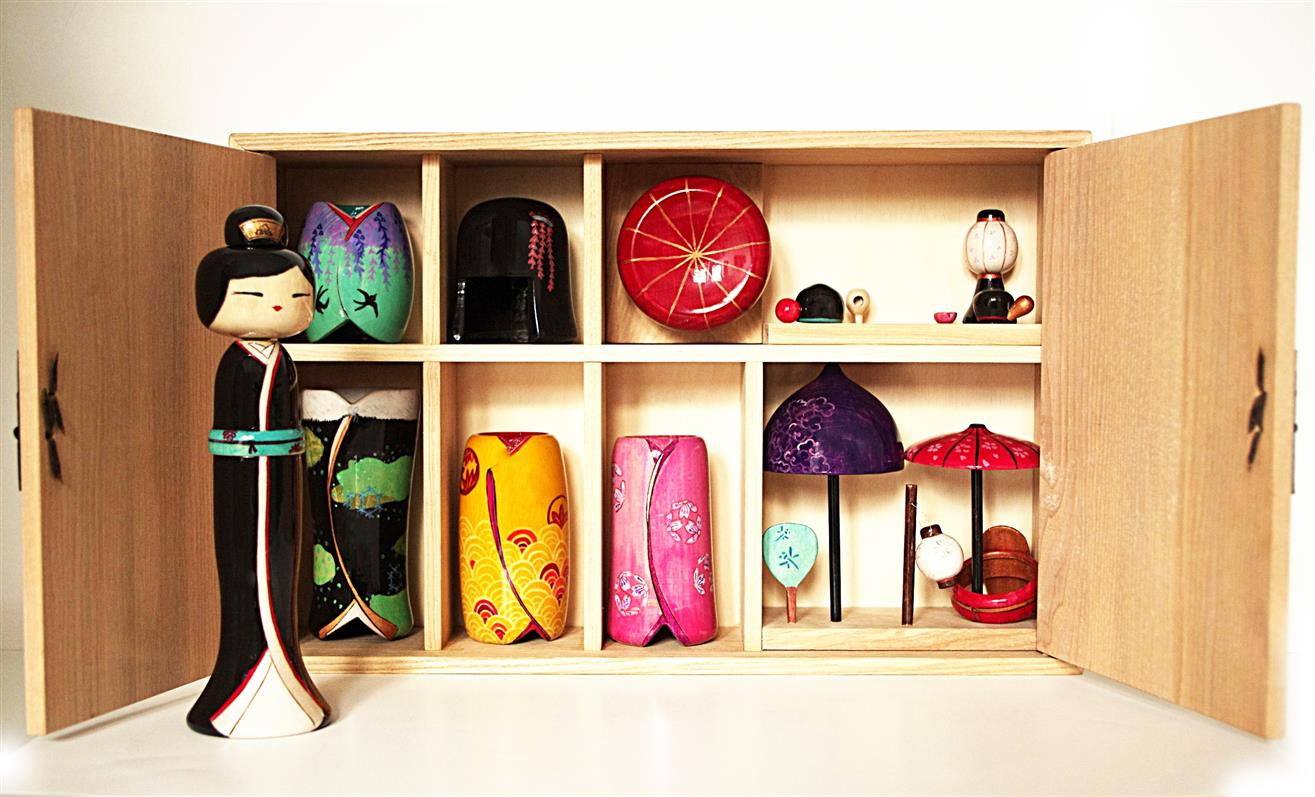
Öltöztetős kokesi – szekrénnyel(Alkotó: Tóth-Vásárhelyi Réka, fotó: Tóth Anita)

2015-ben első külföldiként indult el az 57. Japán Országos Kokesi Versenyen, és Kaguja hime nevű babájáért megkapta Mijagi tartomány kormányzójának díját. 2016-ban, az 58. Japán Országos Kokesi Versenyen másodszor is egyedüli külföldiként indult, és Öltöztetős kokesi – szekrénnyel című munkájával elnyerte a kreatív kategória fődíját, a japán gazdasági, kereskedelmi és iparügyi miniszter díját. A díjnyertes alkotás tökéletes kivitelezése mellett kreativitásával hívhatta fel magára a zsűri figyelmét. A gyertyán, bükk és kőris felhasználásával készült alkotáshoz a kokesibabán kívül tartozik egy szekrény, amelyben 17 aprólékosan megmunkált kiegészítőt – kimonókat, kalapot, ernyőket, lámpást és legyezőt – találunk. Az ötlet, hogy egy kokesit az évszakhoz és az alkalomhoz illően különböző ruhadarabokba lehet öltöztetni és különféle kiegészítőkkel lehet variálni, egészen egyedülálló. Első külföldiként a japán kokesi készítő mesterek zárt kulturális köréhez közel került, szakmai tudásukhoz és műhelytitkaikhoz közelebb engedték és befogadták, ami Jennifer McDowell, amerikai kokesi társadalom kutató szerint nőként, külföldiként egy masszívan felépített, maszkulin rendszerben „egy antropológiai fal áttörésének tekinthető”.
2016 tavaszán Sintó szertartáson megkapta a kokesi készítő mesterek áldását. Ugyanebben az évben Indiában Lehben a Dalai Láma Kalacsakra meghatalmazásán vett részt.
Az 59. Japán Országos Kokesi Versenyen Ebina város polgármesterének díját nyerte el a kokesi csörgője. Még ebben az évben Tokióban, a Kreatív Kokesi Versenyen a Taiko-dobos kokesija kapta a kiemelkedő alkotásért járó díjat, 2018 nyarán ugyanitt a bírálóbizottság különdíját nyerte a Daru és Teknős című munkája.
A japán mesterek kezdtek bízni benne, a díj után meghívást kapott Sibukavába, a kreatív kokesi kiállításra, majd ott megismerkedhetett Aoki Rjókával (青木蓼華), a császári érdemrenddel kitüntetett első japán női kreatív kokesi készítő mesterrel, aki felkarolta, meghívást kapott a műhelyébe. 2017-ben a Nemzeti Kokesi Versenyen kívül a Tokióban megrendezésre kerülő Kreatív Kokesi versenyre is meghívást kapott, ahol szintén azóta is évente díjazzák a munkáit. 2019-ben a Tokiói Magyar Nagykövetségtől azt a megbízást kapta, hogy a két ország diplomáciai kapcsolatfelvételének 150. évfordulójára készítse el a kulturális különbségeket és hasonlóságokat is bemutató babapárt, amit utána emlékajándékként adott a követség számos prominens személynek, többek között a japán császári udvarba is került közülük. Számos japán kokesi múzeumban és egyetemen volt kiállítása. 2020-ban a mestere, Aoki Rjóka 90. és az ő 45. születésnapján Tokióban a Szugamoi Buddhista szentély kiállítótermében a Magyar Nagykövetség rendezésében közös kiállításuk volt.

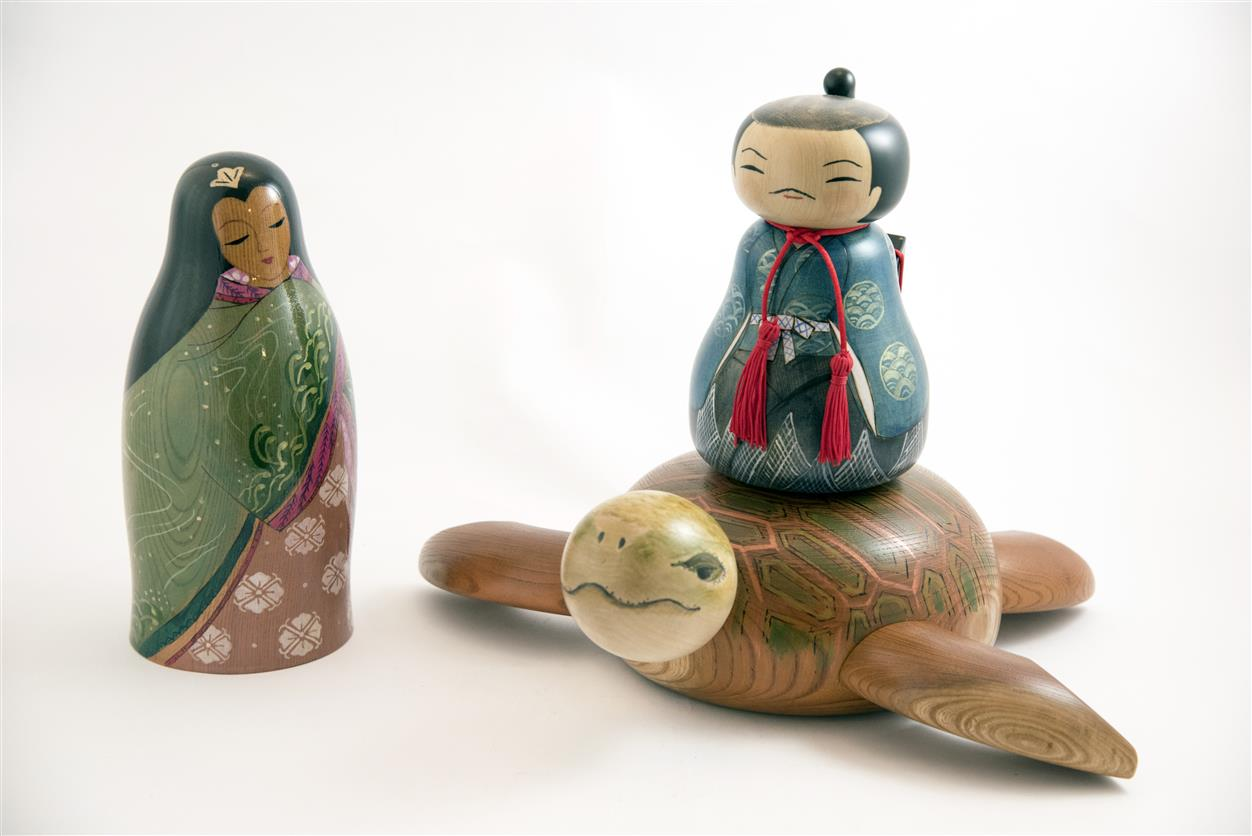
Urasima Taro meséje(Alkotó: Tóth-Vásárhelyi Réka, fotó: Tóth Anita)

Aoki Rjóka inspirálta a Renka művésznevet. Japán szokás szerint a tanítvány megkapja a mestere egy kandzsiját, a Rjóka végén levő -ka szótagot örökítette át. A Renka jelentése lótusz-virág-ragyogás. Aoki később őt kérte meg, hogy fejezze be a félig kész alkotásait, mintegy 100 kilónyi babát.
2016 márciusában a Magyar Alkotóművészeti Nonprofit Kft. (MANK) termékminőség-értékelése minden alkotását a legmagasabb színvonalú iparművészeti kategóriába sorolta és certifikálta.
A kokesi brand neve Katagami Kokeshi, ebből lett a nem japán fababáinak a brand neve a KAKO... 2022-ig elkészített kokesi babái száma már jóval meghaladja a 10 000 darabot.
Számos japán, európai, amerikai, illetve hazai kiállításon mutatta be munkáit és tartott előadásokat a kokesik tradícióiról és történetéről. 

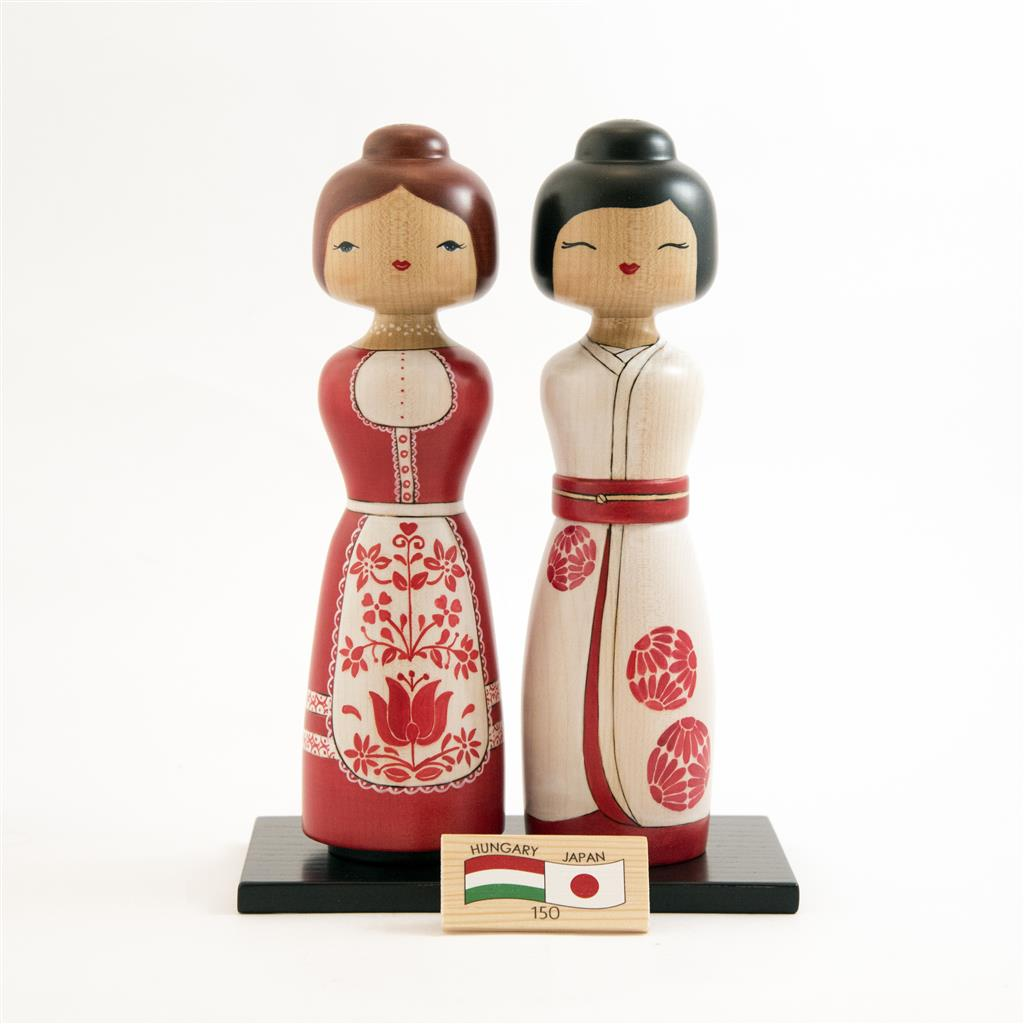
A japán-magyar kapcsolatok 150. évfordulójára készített kokesi babák(Alkotó: Tóth-Vásárhelyi Réka, fotó: Tóth Anita)

## Egyéb munkássága
Részt vett a Zalaszántói Milarepa Meditációs Központ díszítő festésében. Indiában, a zanglai palotában található Kőrösi Csoma szobába készített emlékszobrot a megvilágosodott, meditáló Kőrösi Csoma Sándorról. A zarándok Kőrösi Csoma Sándor szobrát és Dorzse Lopön láma Ngawang rinpocse szobrát a Buddha Park – Kőrösi Csoma Sándor Emlékparkba készítette el. 2019-ben a Magyar-Japán diplomáciai kapcsolatok 150. évfordulójára megemlékezési ajándékként a Tokiói Magyar Nagykövetség megrendelésére, elkészítette a két ország kapcsolatát jelképező 30 db fababapárt. A diplomáciai kokesi babákból számos prominens személyiség kapott, többek között a császári udvar számos tagja. Szuzuki Oszamutól, a Suzuki Motor Corporation elnökétől személyes köszönő levelet kapott.
Egy ideig kokesi medálokat készített, de úgy gondolta, hogy több játékosságot lehet belevinni, ha ruhákon jelennének meg. 2018-ban Fehér Beatrixszel együttműködésben jelent meg a bájos kokesi babákat vagány városi öltözékeken megjelenítő közös kollekciójuk. A kokesibabák díszítő elemként jelennek meg a ruhákon, a szoknyákon, a kabátokon, és a táskákon is.
2000 óta tagja a Magyar-Japán Baráti Társaságnak. Tagja volt a Rajztanárok Országos Szövetségének és az InSEA-nak is.

## Díjai, elismerései
- 2022 Jamagata város polgármesterének díja, 64. Japán Nemzeti Kokesi Kiállítás és Verseny, Siroisi-Zao, Japán
- 2019 Különdíj, Kreatív Kokesi Verseny, Tokió, Japán
- 2019 Gunma tartomány kormányzójának díja, 60. Japán Nemzeti Kokesi Kiállítás és Verseny, Siroisi-Zao, Japán
- 2018 A zsűri különdíja, Kreatív Kokesi Verseny, Tokió, Japán
- 2017 Díj a kiemelkedő munkáért, Kreatív Kokesi Verseny, Tokió-Ginza, Japán
- 2017 Ebina város polgármesterének díja, 59. Japán Nemzeti Kokesi Kiállítás és Verseny, Siroisi-Zao, Japán
- 2016 A japán gazdasági, kereskedelmi és ipari miniszter díja (kategóriájában első, összességében második helyezés), 58. Japán Nemzeti Kokesi kiállítás és Verseny, Siroisi-Zao, Japán
- 2016-03 A Magyar Alkotóművészeti Nonprofit Kft. (MANK) termékminőség-értékelése a legmagasabb színvonalú iparművészeti kategóriába sorolásról
- 2015 Mijagi tartomány kormányzójának díja (első külföldi díjazott) 57. Japán Nemzeti Kokesi Kiállítás és Verseny, Siroisi-Zao, Japán

## Galéria
- Noh színház
- Kabuki színház
- Bunraku színház
- Virágok érintése
- Szamurájok
- Krizantém

## Főbb egyéni kiállítások
- 2021 Cugaru Kokesi Múzeum, Kuroisi, Japán
- 2020 Jadzsiro Kokeshi Múzeum, Jadzsiro, Japán
- 2020 Cugaru Kokesi Múzeum, Kuroisi, Japán
- 2019 Tokiói Magyar Nagykövetség, Japán
- 2018 „Kokesik üzenete Japánból”, B32 Galéria, Budapest
- 2017 Kokesi kiállítás Monbusho ösztöndíjasoknak, Japán Nagykövetség, Budapest
- 2014 Kokesi kiállítás, Kyoto International Community House/Kokoka, Kiotó, Japán
- 2004 „Búcsú Japántól/Ölelés”, Satom Gallery Kobe, Japán
- 2004 „Ölelés”, Csók István Galéria, Budapest

## Főbb csoportos kiállítások
- 2021 27. Kreatív Kokesi Kiállítás, Sibukava, Japán
- 2020 „90–45” közös kiállítás Aoki Rjoka mesterrel, Szugamoi Buddhista Szentély, Tokió, Japán
- 2019 26. Kreatív Kokesi Kiállítás, Sibukava, Japán
- 2019 Kreatív Kokesi Kiállítás és Verseny, Ozu Gallery, Ginza, Tokió
- 2019 61. Nemzeti Kokesi Kiállítás és Verseny, Siroisi-Zao, Japán
- 2018 25. Kreatív Kokesi Kiállítás, Sibukava, Japán
- 2018 „Kulisszatitkok”, SZÍNHÁZ kívül-belül, Vigadó, Budapest, Magyar Művészeti Akadémia
- 2018 Kreatív Kokesi Kiállítás és Verseny, Ozu Gallery, Ginza, Tokió
- 2018 60. Nemzeti Kokesi Kiállítás és Verseny, Siroisi-Zao, Japán
- 2018 Wood Symphony Gallery, Los Angeles, USA
- 2018 Nemzetközi Babakiállítás, Győr
- 2017 24. Japán Kreatív Kokeshi Kiállítás, Sibukava, Japán
- 2017 Kreatív Kokesi Kiállítás, Ozu Gallery, Ginza, Tokió, Japán
- 2017 Child Care Monaco kiállítás és aukció, Monaco
- 2017 59. Japán Országos Kokesi Kiállítás és Verseny, Siroisi-Zao, Japán
- 2017 Nihon ningjó – Rítus és játék, Déri Múzeum, Debrecen
- 2016 A Nágák, elefántok, madarak, Hopp Ferenc Ázsiai Művészeti Múzeum
- 2016 23. Japán Kreatív Kokesi Kiállítás, Sibukava, Japán
- 2016 58. Japán Országos Kokesi Kiállítás és Verseny, Siroisi-Zao, Japán
- 2014 Szamurájok és Gésák, Janus Pannonius Múzeum, Pécs
- 2013 Kokesi kiállítás, Hopp Ferenc Kelet-Ázsiai Művészeti Múzeum
- 2013 Szamurájok és Gésák, Hopp Ferenc Kelet-Ázsiai Művészeti Múzeum, Budapest
- 2012 Collaborative book: systematic reflection about the living experience, INSEA exhibition, Ciprus
- 2009 Meseakvarell, Supranatura Művészeti Alapítvány, Budapest
- 2009 Simplicity and Transience/The inspiration of wabi sabi, Porto, Portugália

## Megjelent könyvei
- Tóth-Vásárhelyi Réka–Rácz Ibolya: Kokesi – A japán fababák világa, Napkút Kiadó, 2019, ISBN 9789632638805
- Tóth-Vásárhelyi Réka: Rizómák, melyek a fény felé törnek, Napkút Kiadó, 2012, ISBN 9789632632704
- Tóth-Vásárhelyi Réka: A csodálatos fababa meséje, Napkút Kiadó, 2009, ISBN 9789632631011
- Tóth-Vásárhelyi Réka–Tasi Kata: Mesél a világ, Magyar Napló Kiadó, 2006, ISBN 9639603376
- Tandori Dezső–Tóth-Vásárhelyi Réka, Kavicsok, Print-X, Budapest, 2004, ISBN 9638654562 Tandori Dezső haiku fordításai Tóth-Vásárhelyi Réka képeivel